# Годдард, Джонатан
Джонатан Годдард (англ. Jonathan Goddard, 1617—1675) — английский хирург, один из основателей Лондонского королевского общества.

## Биография
Родился в семье богатого судостроителя, учился в Магдален-холле (одно из подразделений Хэртфорд-колледжа Оксфордского университета), затем получил квалификацию по медицине в Кембриджском университете. В 1643 году вступил в Королевский колледж врачей. Во время английской революции был личным врачом Карла I, когда последний был пленником парламента. В 1651 году Годдард был назначен уорденом Мертон-колледжа (Оксфордский университет) и входил в так называемый «Оксфордский клуб» — неформальную группу учёных Джона Уилкинса. Годдард также был депутатом от Оксфордшира в парламенте Барбоуна 1653 года. В 1655 году он стал профессором физики в Грешем-колледже.
Годдард входил в состав коллегии из пяти врачей, засвидетельствовавших смерть О.Кромвеля (кроме него, в коллегию входили Джордж Бэйт, Джон Батерст, Томас Трэфем и Лоуренс Райт).
Во время реставрации Стюартов 1660 года Годдард был отстранён от должности уордена в Мертон-колледже. Но в ноябре 1660 года Годдард вошёл в число основателей Лондонского королевского общества, и в начале 1661 года, когда королевское общество не имело постоянной резиденции, способствовал его размещению в Грэшем-колледже.
Похоронен в крипте церкви Святой Елены в Лондоне.